# Реформа плата у Совјетском Савезу (1956—1962)
Током Хрушчовљеве ере, посебно од 1956. до 1962. године, Совјетски Савез је покушао да спроведе велике реформе платног система са циљем да удаљи совјетске индустријске раднике од размишљања о прекорачењу квота које су карактерисале совјетску економију током претходног стаљинистичког периода. Планирано је увођење финансијских подстицаја. 
Током стаљинистичког периода, већина совјетских радника је била плаћена за свој рад по систему плате по учинку (броју производених комада у производњи). Тако су њихове појединачне плате биле директно везане за количину рада који су оставрили. Ова политика је имала за циљ да подстакне раднике да се труде и тиме повећају производњу што је више могуће. Систем плаћања по комаду довео је до раста бирократије и допринео значајној неефикасности у совјетској индустрији. Поред тога, руководиоци фабрика су често манипулисали личним производним квотама датим радницима како би спречили да плате радника падну прениско.
Реформе плата су настојале да уклоне ову праксу плата и да понуде ефикасан финансијски подстицај совјетским радницима стандардизацијом плата и смањењем зависности од прековремених или бонуса. Међутим, индустријски менаџери често нису били вољни да предузму радње које би ефективно смањиле плате радника и често су игнорисали директиве које су им дате, настављајући да плаћају радницима високе стопе прековременог рада. Индустријски материјали су често били у недостатку, а производња је требало да се обави што је брже могуће када материјали постану доступни – пракса позната као „олуја“. Распрострањеност напада значила је да је могућност да се понуди бонус исплата била од виталног значаја за свакодневно функционисање совјетске индустрије, и као резултат реформи на крају нису успеле да створе ефикаснији систем.